# John Roskelley
John Roskelley, né le 1er décembre 1948, est un alpiniste et un auteur américain. Il est connu pour ses ascensions au Népal, en Inde et au Pakistan.

## Ascensions notables
- Le 12 mai 1973, il réalise la troisième ascension avec Louis Reichardt et Nawang Samden de la crête nord-est du Dhaulagiri au Népal[1].
- Le 1er septembre 1976, il réalise une nouvelle route sur la face nord-ouest et la cinquième ascension du Nanda Devi en Inde avec Louis Reichardt et Jim States.
- Le 21 juillet 1977, première ascension de la grande tour de Trango avec Galen Rowell, Dennis Hennek, Kim Schmitz et Jim Morrissey[2],[3].
- En 1978, troisième ascension du K2 via un nouvel itinéraire, la longue route par la corniche est (la partie sommitale de l’itinéraire traverse la face est sur la gauche pour éviter le dernier mur vertical et rejoint la dernière partie de l'arête des Abruzzes). Ce tracé fut réalisé sans oxygène par une équipe américaine, menée par l’alpiniste James Whittaker ; Louis Reichardt, James Wickwire, John Roskelley et Rick Ridgeway atteignirent le sommet. Wickwire endura un bivouac d'une nuit à environ 150 mètres du sommet, représentant le record d’altitude de l’époque.
- Le 8 mai 1979, première ascension du Gauri Sankar au Népal. Ascension par la face ouest avec Sherpa Dorje[4].
- 1979, ascension de la face est du Uli Biaho dans le Karakorum au Pakistan (VII F8 A4)[5]
- 13 février 1989, première ascension avec Jeff Lowe de la face nord-ouest du Taboche au Népal[6].
- 1995, Roskelley, Tim Macartney-Snape, Stephen Venables, Jim Wickwire et Charlie Porter réussissent une nouvelle voie par la face sud-ouest du sommet ouest du Mont Sarmiento, à l'ouest de la Terre de Feu.

## Récompense
- En 2014, il reçoit le Piolet d’or carrière, Prix Walter Bonatti[7].

## Livres
- Last Days chez Stackpole Books, 1991,  (ISBN 0-8117-0889-6)
- Stories Off the Wall chez Mountaineers Books, 1998,  (ISBN 0-89886-609-X)
- Nanda Devi: The Tragic Expedition chez Mountaineers Books, 2000,  (ISBN 0-89886-739-8)